# Betschdorf
Betschdorf je občina v departmaju Bas-Rhin francoske regije Alzacija.
Leta 2008 je v občini živelo 4.001 oseba oz. 142 oseb/km².